# Aprenentatge mandrós
En l'aprenentatge automàtic, l'aprenentatge mandrós és un mètode d'aprenentatge en què la generalització de les dades d'entrenament es retarda, en teoria, fins que es fa una consulta al sistema, a diferència de l'aprenentatge amb ganes, on el sistema intenta generalitzar les dades d'entrenament abans de rebre consultes.
La principal motivació per emprar l'aprenentatge gandul, com en l'algoritme K-nearest neighbors, utilitzat pels sistemes de recomanació en línia ("persones que van veure/comprar/escoltar aquesta pel·lícula/element/melodia també...") és que el conjunt de dades és s'actualitza contínuament amb noves entrades (per exemple, nous articles a la venda a Amazon, noves pel·lícules per veure a Netflix, nous clips a YouTube, nova música a Spotify o Pandora). A causa de l'actualització contínua, les "dades de formació" quedarien obsoletes en un temps relativament curt, especialment en àrees com ara llibres i pel·lícules, on es publiquen/estrenen contínuament nous best-sellers o pel·lícules/música d'èxit. Per tant, no es pot parlar realment d'una "fase de formació".
Els classificadors mandrosos són més útils per a conjunts de dades grans i que canvien contínuament amb pocs atributs que es consulten habitualment. Concretament, fins i tot si existeix un gran conjunt d'atributs (per exemple, els llibres tenen un any de publicació, autor/s, editor, títol, edició, ISBN, preu de venda, etc.), les consultes de recomanació es basen en molts menys atributs, com ara la compra. o visualització de dades de co-ocurrència i puntuacions dels usuaris dels articles comprats/visualitzats.
El principal avantatge obtingut en l'ús d'un mètode d'aprenentatge mandros és que la funció objectiu s'aproximarà localment, com en l'algorisme de k-veïn més proper. Com que la funció objectiu s'aproxima localment per a cada consulta al sistema, els sistemes d'aprenentatge mandrosos poden resoldre simultàniament diversos problemes i tractar amb èxit els canvis en el domini del problema. Al mateix temps, poden reutilitzar molts resultats teòrics i aplicats del modelatge de regressió lineal (sobretot PRESS statistic) i control. Es diu que l'avantatge d'aquest sistema s'aconsegueix si les prediccions utilitzant un únic conjunt d'entrenament només es desenvolupen per a pocs objectes. Això es pot demostrar en el cas de la tècnica k-NN, que es basa en instàncies i la funció només s'estima localment.
Exemples de mètodes d'aprenentatge mandrosos:
- K-nearest neighbors, que és un cas especial d'aprenentatge basat en instàncies.
- Regressió local.
- Regles de Bayes ingènues i mandrosos, que s'utilitzen àmpliament en el programari comercial de detecció de correu brossa. Aquí, els emissors de correu brossa segueixen sent més intel·ligents i revisant les seves estratègies de correu brossa i, per tant, les regles d'aprenentatge també s'han d'actualitzar contínuament.